# Svetovno prvenstvo v biatlonu 1986
Svetovno prvenstvo v biatlonu 1986 je štiriindvajseto svetovno prvenstvo v biatlonu, ki je potekalo med 13. in 23. februarjem 1986 v treh disciplinah za moške v Oslu, Norveška, in ženske v Falunu, Švedska.

## Dobitniki medalj

### Moški
| Disciplina | Zlato                                                                                     | Zlato     | Srebro                                                                                 | Srebro    | Bron                                                                          | Bron      |
| 10 km      | Valerij Medvedcev                                                                         | 28,02,8   | Franz Schuler                                                                          | 28,55,3   | André Sehmisch                                                                | 28,59,9   |
| 20 km      | Valerij Medvedcev                                                                         | 57,05,3   | André Sehmisch                                                                         | 57,19,2   | Alfred Eder                                                                   | 58,38,1   |
| 4 x 7,5 km | Sovjetska zveza · Dimitrij Vasiljev · Juriv Kaškarov · Valerij Medvedcev · Sergej Buligin | 1:39,23.2 | Vzhodna Nemčija · Jürgen Wirth · Frank-Peter Roetsch · Matthias Jacob · André Sehmisch | 1:40,02.3 | Italija · Werner Kiem · Gottlieb Taschler · Johann Passler · Andreas Zingerle | 1:41,07.0 |

### Ženske
| Disciplina | Zlato                                                           | Zlato   | Srebro                                                   | Srebro  | Bron                                                  | Bron    |
| 5 km       | Kaja Parve                                                      | 20:07,0 | Nadja Bjelova                                            | 20:53,2 | Eva Korpela                                           | 21:25,0 |
| 10 km      | Eva Korpela                                                     | 37:46,9 | Siv Bråten                                               | 38:47,3 | Sanna Grønlid                                         | 39:19,6 |
| 3 x 5 km   | Sovjetska zveza · Nadja Bjelova · Kaja Parve · Venera Černišova | 1:05,52 | Švedska · Eva Korpela · Inger Bjørkbom · Sabine Karlsson | 1:06,09 | Norveška · Sanna Grønlid · Siv Bråten · Anne Elvebakk | 1:09,50 |

## Medalje po državah
| Poz | Država          | Zlato | Srebro | Bron | Skupaj |
| 1   | Sovjetska zveza | 5     | 1      | 0    | 6      |
| 2   | Švedska         | 1     | 1      | 1    | 3      |
| 3   | Vzhodna Nemčija | 0     | 2      | 1    | 3      |
| 4   | Norveška        | 0     | 1      | 2    | 3      |
| 5   | Avstrija        | 0     | 1      | 1    | 2      |
| 6   | Italija         | 0     | 0      | 1    | 1      |